# Alice i Eventyrland: Bag spejlet
Alice i Eventyrland: Bag spejlet er en amerikansk eventyrfilm fra 2016. Filmen er instrueret af James Bobin, og har Mia Wasikowska, Johnny Depp i hovedrollerne.

## Medvirkende
- Mia Wasikowska som Alice Kingsleigh
- Johnny Depp som Hatter Tarrant Hightopp
- Helena Bonham Carter som Iracebeth
- Anne Hathaway som Mirana
- Sacha Baron Cohen som Time
- Rhys Ifans som Zanik Hightopp
- Matt Lucas som Tweedledee / Tweedledum
- Leo Bill som Hamish
- Geraldine James som Lady Ascot
- Andrew Scott som Dr. Addison Bennett
- Richard Armitage som Kong Oleron
- Ed Speleers som James Harcourt
- Alan Rickman som Absolem (stemme)
- Timothy Spall som Bayard (stemme)
- Stephen Fry som Filurkatten (stemme)
- Michael Sheen som McTwisp (stemme)
- Barbara Windsor som Mallymkun (stemme)
- Paul Whitehouse som Thackery (stemme)